# Tahir Hani
Tahir Hani (mac. Тахир Хани; ur. 15 grudnia 1961 w Wełeszcie, zm. 7 listopada 2024) – macedoński prawnik i polityk, działacz społeczny, deputowany do Zgromadzenia Republiki Macedonii z ramienia Demokratycznego Związku na rzecz Integracji.

## Życiorys
Ukończył studia prawnicze na Państwowym Uniwersytecie w Tetowie. Studiował również na Uniwersytecie w Prisztinie, jednocześnie w latach 1982–1985 był zaangażowany w działania na rzecz uzyskania niepodległości przez Kosowo. 6 lutego 1985 roku został z tego powodu aresztowany przez władze jugosłowiańskie oraz skazany na 13 lat więzienia; został zwolniony w 1990 roku. Po wyjściu na wolność kontynuował działalność na rzecz niepodległości Kosowa, zaangażował się również w działalność na rzecz pełnego równouprawnienia Albańczyków zamieszkujących Macedonię.
W latach 2006–2011 zasiadał w Zgromadzeniu Republki Macedonii jako reprezentant Demokratycznego Związku na rzecz Integracji. W lipcu 2012 roku został wiceministrem transportu i komunikacji, a od lutego 2013 do czerwca 2014 pełnił funkcję ministra ds. samorządu terytorialnego.